# Северные и центральные вануатские языки
Северные и центральные вануатские языки представляют собой языковой комплекс в пределах океанийской группы, состоящий из 97 языков. Считается ветвью южноокеанийской подгруппы.

## Состав
Внутренняя структура языкового комплекса был предложен следующим образом:
- Языки Восточного Санто
  - Северные: сакао
  - Южные: бутмас-тур, лоредиакаркар, полономбаук, шарк-бей
- Внутреннемалекулярные языки
  - Лабо: нинде
  - Центральномалекулярные языки: авава, в’энен-таут, лареват, лицлиц, марагус, насарьян, невервер, неве’ей
  - Небольшие намбасские языки: диксон-риф, летембой, репанбитип
- Центральновосточные вануатские — островов Банкс
  - Центральновануатские языки: лелепа, намакура, северный эфате, этон, южный эфате
  - Восточновануатские языки: апма, баэтора, вераа, восточный амбаэ, вурес, даакака, дориг, западный амбаэ, коро, лакон, лемериг, лехали, ло-тога, лёйёп, лонволвол, марино, мверлап, мвотлап, мота, нуме, олрат, паама, порт-вато, са, секе, северный амбрым, сова, хано, хив, центральный маэво, юго-восточный амбрым
  - Языки эпи
    - Биериа-мали: биериа, мали
    - Ламену-баки
      - Баки-биеребо: баки, биеребо
      - Ламену-лево: ламену, лево

  - Прибрежно-малекулярные языки: аксамб, аулуа, банам-бай, вао, малуа-бай, маскелынес, маэ, мпотоворо, нахаай, нахавак, переп, порт-сэндвич, унуа, урипив-вала-рано-атчин
  - Языки Западного Санто: акей, амблонг, аоре, араки, вайлапа, валпей, вунапу, вуси, мафеа, мерей, мороуас, наранго, новут, нокуку, пиаматсина, рориа, тамамбо (мало), тамботало, тангоа, тасмате, толомако, тутуба, тьяле, фортсенал